# To Hull and Back (Only Fools and Horses)
To Hull and Back es el cuarto episodio especial navideño de la longeva comedia británica de la BBC, Only Fools and Horses, que se emitió originalmente el día de Navidad, el 25 de diciembre de 1985. Como el primer episodio especial de la serie, su título se deriva de la película estadounidense To Hell and Back (‘Regreso del infierno’). Ciertas escenas se rodaron en Ámsterdam y el episodio se rodó en celuloide, es decir que, a diferencia de todos los episodios anteriores, no se filmó en frente a un público en vivo (haciéndolo el primer episodio sin risas enlatadas). Durante el episodio, los hermanos Trotter - Del Boy y Rodney - consienten en pasar diamantes de contrabando desde Ámsterdam para su amigo, Boycie.  

## Trasfondo
Only Fools and Horses es una comedia británica, creada y escrita por John Sullivan, que se emitió originalmente en el canal británico BBC One, con siete temporadas entre 1981 y 1991 y dieciséis episodios especiales esporádicos hasta 2003. David Jason protagoniza la serie como vendedor callejero ambicioso, Derek Trotter, más conocido como “Del Boy”, junto con su hermano menor Rodney Trotter (Nicholas Lyndhurst) y su abuelo (Lennard Pearce), quien fue sucedido por su hermano, Albert (Buster Merryfield) tras el fallecimiento de Pearce. 
Ambientado en Peckham, sureste de Londres, la serie sigue los altibajos de las vidas de los hermanos Trotter, sobre todo sus intentos de hacerse ricos por la compraventa de productos de baja calidad e ilegales. Conducen una camioneta inequívocamente británica, un Reliant Regal amarillo. 
Este pequeño automóvil de tres ruedas se ha convertido en un símbolo cultural en Gran Bretaña y se lo conoce como el vehículo utilizado por los hermanos Trotter para sus negocios bajo el nombre Trotters Independent Traders (“comerciantes independientes Trotter”).

## Sinopsis
Los hermanos Trotter disfrutan de una noche típica en su bar local, el Nag’s Head, cuando Boycie y su socio, Abdul, convocan a Del Boy a una reunión secreta. Proponen a Del que viaje a Ámsterdam para comprar unos diamantes y volver a Peckham con ellos sin informar la aduana. Cuando se da cuenta de que sería contrabando, Del rechaza la propuesta, pero cambia de opinión cuando Boycie le ofrece £15.000 si lo hace. 
La mañana siguiente Del y Rodney llegan al mercado para vender relojes que tocan 36 himnos nacionales pregrabados. Rodney expresa sus preocupaciones sobre el viaje propuesto porque le parece demasiado arriesgado, pero Del le asegura que todo irá bien. Luego, se tropiezan con un amigo, Denzil, quien conduce su camión en las cercanías del mercado. Les dice que su esposa, Corrine, le ha obligado a prometer que mantendrá distancia de Del a causa de las diabluras que hacen juntos - una trama secundaria que resulta importante más tarde cuando Denzil cree ver a Del por doquier. 
Cuando Rodney ve a un policía, los hermanos huyen del mercado con paso energético. Sin embargo, su huida se detiene bruscamente cuando se tropiezan con el policía local DCI Roy Slater y su compañero DC Terry Hoskins. Slater les invite a entrar en Sid’s Café donde revela a los hermanos que investiga el caso de los diamantes y ya sabe de la participación de Boycie y Abdul, pero no sabe quién es el intermediario. También menciona que tiene la intención de jubilarse después de resolver el caso, pero de hecho, como Hoskins ya había explicado previamente, es que se le ha forzado a dejar el cargo debido a su naturaleza corrupta. Después de la salida de Slater y Hoskins, Del llama a Boycie para advertirle de la investigación de Slater, sugiriendo que se encuentren con Abdul en el contenedor del camión del Denzil - no obstante sin que lo sepa. 
Esa noche, Del y Rodney conducen a la reunión en su camioneta amarilla. Del entra en el contenedor mientras que Rodney se queda en la camioneta para hacer guardia. Tras entregar a Del Boy el maletín, que contiene el dinero para los diamantes, Boycie sale del contenedor con Abdul. Poco después, llega Slater. Había recibido una llamada de un residente del área. Del, listo a salir del contenedor él mismo, se para cuando ve a Slater y se esconde bajo una lona como consecuencia. Slater no le ve y lo encierra en el contenedor sin darse cuenta. Cuando Slater se da por vencido y sale, Denzil llega para su torno, entrando en la cabina del camión y sale conduciendo sin saber que Del está en su contenedor. Un Rodney desesperado le sigue todo el camino hasta Hull (casi 300 kilómetros de Londres). En la comisaría, Slater ordena que se vigilen a Boycie y Abdul. Especula sobre la identidad del intermediario con Hoskins, cuya observación que nadie ha visto a los hermanos Trotter por un par de días y su sugerencia subsiguiente de su posible participación hace que Slater se ría. Slater, sin embargo, dice que Del es más inteligente que parece y que no sería totalmente incapaz de ser involucrado.
En la dársena de Hull, Del decide que Rodney y él deben alquilar un barco y navegar hacia los Países Bajos en vez de pasar por los aeropuertos que ya se patrullan. Su tío, y “marino profesional”, Albert, llega para coger el timón, pero una vez zarpados, Albert revela que pasó la mayoría de su tiempo en la Marina Real británica en el cuarto de calderas, y por lo tanto no sabe navegar un barco. A pesar de esto (y gracias a unas direcciones recibidas de una plataforma petrolífera), llegan a Ámsterdam donde su reunión con un comerciante de diamantes holandés, Hendrik Van Kleefe, va sin ruedas a pesar de que el dinero de Boycie es falso. Poco después de esta reunión, los Trotters teman que dos policías y un hombre en ropa normal les persigan porque empiezan a correr hacia ellos. Los Trotters huyen, pero resulta que los policías persiguen al hombre en ropa normal y no a ellos.  
Después de perderse en el Mar del Norte otra vez, los Trotters finalmente llegan a Inglaterra siguiendo el MV Norland, un transbordador que va entre Zeebrugge (Bélgica) y Hull. No obstante, primero lo siguen a Zeebrugge y tienen que esperar hasta que vuelva. 
Unos días más tarde, los Trotters han vuelto a Peckham y juntos con Boycie y Abdul se reúnen en el Nag’s Head donde Slater los aborda. Se aprende que Slater había organizado el trato entero con Van Kleefe. Propone que él salga con los diamantes y los otros salgan con su libertad, a menos que todos quieran ser encarcelados. A regañadientes acceden a la primera opción y Del promete vengarse, pero Slater les dice que cuando se jubile, va a mudarse lejos de Peckham, y entonces sale del bar. Cansados, alicaídos y decepcionados por su fracaso, Del, Rodney y Albert vuelven a casa.  
Mientras tanto, Hoskins lleva a Slater a su casa en coche mientras Slater especula sobre el paradero de los diamantes. Hoskins se desvía hacia una trampa de policía. Se aprende que, por un buen rato, los superiores de Slater han sospechado que era corrupto y han organizado esta trampa para que pudieran atraparle en posesión de los diamantes. Hoskins, quien había sido ordenado por el comisario sí mismo a observar a Slater, rechaza su soborno y revela que graba su conversación. Al mismo tiempo, la policía holandesa detiene a Van Kleefe cuando intenta depositar el dinero falso en un banco.
En su apartamento a Nelson Mandela House, Del y Albert revelan a Rodney que no hay mal que por bien no venga ya que Del había notado que el dinero era falso. Por consiguiente, como su venganza había cambiado dos diamantes por dos de las piedras en sus gemelos, escondiéndolos en la pipa de Albert. Luego también Rodney declara que Slater no se escapó con el £15.000, sino fue él que lo quitó durante la confusión en el bar. Sin embargo, al creer que el dinero es falso (aunque no lo sea), Del lo tira arrogantemente del balcón, dejando a Rodney y Albert estupefactos. 

## Personajes recurrentes
Del Boy (David Jason): Derek “Del Boy” Trotter es un charlatán descarado y despreocupado que vive con su hermano menor Rodney y su tío Albert, como el patriarca de la familia después del fallecimiento de su madre y la huida subsecuente de su padre. A pesar de que no tiene éxito perpetuo, su carisma y optimismo a menudo le ayudan a convencer a los otros de comprar sus productos chungos y creer lo que les dice. Su personaje queda bien reconocido en Gran Bretaña como uno de los personajes más icónicos de su cultura e incluso inventó unas palabras y frases que ahora se encuentran en el diccionario inglés.
Rodney (Nicholas Lyndhurst): Rodney Trotter (a veces “Rodders” a su hermano mayor) suele estar al lado de Del durante sus argucias. Sin embargo, no es tan despabilado como su hermano mayor y procede con precaución cuando Del propone sus proyectos alocados. A menudo Rodney recuerda a Del que tiene dos certificados de educación general (el equivalente del bachillerato en España, llamado GCE en Inglaterra en los años ochenta) en arte y matemáticas y que podría hacer algo más significativo con su vida, pero siempre termina ayudando a Del. 
"Uncle Albert" (Buster Merryfield): El tío abuelo de Del y Rodney, Albert Trotter ingresó en la serie en 1985 tras el fallecimiento de su hermano, Edward Trotter (Lennard Pearce). Sirvió en la Marina Real británica durante la Segunda Guerra Mundial, después de la que se alistó en la marina mercante. Durante su carrera recibió siete medallas pese a su tendencia de estar en barcos que se hundieron y pasó el resto de su vida contando sus historias a los que no habían pedido escucharlas.   
Boycie (John Challis): Aubrey Boyce (siempre llamado “Boycie”) es un cliente regular del Nag’s Head. Es concesionario de coches de segunda mano y es el más rico del grupo de amigos (Boycie, Del, Trigger y Denzil) que crecieron juntos y ahora beben juntos en el Nag’s Head. Con motivo de su riqueza relativa, se deleita dándose tono delante de las amistades.
Trigger (Roger Lloyd-Pack): Otro cliente regular del Nag’s Head, Colin Ball (siempre llamado “Trigger” porque su cara representa la de un caballo) es barrendero y también es el más tonto del grupo de amigos que beben juntos con frecuencia. A pesar de su simpleza y falta de inteligencia, Trigger participa a menudo en comercios ilegales con sus amigos y a veces se deja engañar por las estafas de Del.
Denzil (Paul Barber): Denzil Tulser es un camionero nativo de Liverpool, pero creció en Peckham con Del, Trigger, Boycie y Slater. Denzil es otra víctima de las estafas de Del y su mujer, Corinne, cala a Del y a menudo ordena a Denzil que no se junte más con él.
Sid (Roy Heather): El dueño del café acertadamente llamado Sid’s Café. Todo el mundo reconoce que el café es un antro de verdad, pero Sid ignora las quejas de sus clientes regulares, incluyendo Del y Rodney, y sigue sirviendo alimentos dudosos.   
Mike (Kenneth MacDonald): El dueño del Nag’s Head, Mike Fisher tiene una naturaleza bondadosa, pero también es crédulo y termina comprando productos defectuosos de Del que no necesita. 
Abdul Khan (Tony Anholt): El socio de Boycie, Abdul Khan sólo aparece en To Hull and Back, pero también Del menciona su nombre en el episodio más temprano Diamonds are for Heather (1982).
DCI Slater (Jim Broadbent): Después de crecer con Del y los otros, Roy Slater se alistó en la policía cuando tenía 18 años. Se hace un DCI (inspector jefe) antes de To Hull and Back, su segunda aparición en la serie, y sólo aparece una vez más después. Todos los otros le odian y aún a los otros agentes de policía no les gusta por motivo de su naturaleza corrupta.
PC Hoskins (Christopher Mitchell): Terry Hoskins es un policía que trabaja con DCI Slater a pesar de que comparte la opinión de Del y los otros  
personajes principales quienes piensan que Slater es una serpiente.  

## Localizaciones recurrentes
Nelson Mandela House: un bloque de pisos ficticio en Peckham, un barrio en el sur de Londres, localizado en el distrito londinense de Southwark. La zona se pinta como una de las más pobres de Londres y Nelson Mandela House no es una excepción. El piso de los Trotters está en la duodécima planta donde su familia vive desde la construcción del bloque de pisos en 1960.  
The Nag’s Head: el bar que los hermanos Trotter y sus amigos frecuentan muy a menudo a pesar de su reputación por servir cerveza aguada. Mike Fisher es el dueño y generalmente hace la vista gorda con los negocios de objetos robados que tienen lugar en su establecimiento.
Sid’s Café: el café local de los personajes de la serie con el apodo “the fatty thumb” (“el pulgar graso”) a causa de su reputación por vender comida que flota en grasa. Sid es el dueño del café y nunca demuestra una preocupación por la higiene de su establecimiento. 

## Producción
To Hull and Back es uno de sólo dos episodios de la serie que se rodaron en celuloide más que en vídeo. El otro episodio fue la segunda parte de Miami Twice. 

## Recepción
A pesar de no ser un éxito crítico cuando se emitió la primera vez en 1981, Only Fools and Horses se volvió un gran éxito con índices de audiencia consistentemente altos. La serie casi siempre se clasifica como una de las cinco comedias británicas más populares en clasificaciones tales como la de ranker.com. En el sitio web de IMDb la serie tiene una clasificación de 8.9/10 tras 45,400 reseñas.

#### Recepción de la crítica
Con 594 reseñas hasta el 26 de noviembre de 2020, To Hull and Back tiene una calificación de 9.1/10.

## Música
- Paul McCartney and Wings: My Carnival
- Elton John: Restless
- Paul McCartney: Spies Like Us
- Wham!: I'm Your Man
- Five Star: RSVP
- Bronski Beat: Hit That Perfect Beat
- Pet Shop Boys: West End Girls
- Leo Sayer: Oh Wot a Life